# Saint Kitts és Nevis címere

Saint Kitts és Nevis címere

Saint Kitts és Nevis címere egy fehér pajzs, felső részén egy kék vízszintes sávval, amelyen egy indián fejet, egy sárga liliomot, valamint egy fehér és vörös rózsát helyeztek el. Az alsó, fehér mezőt egy fordított V alakú vörös sáv osztja két részre, amelyek közül a felsőn két vörös virágot, az alsón pedig egy vitorláshajót ábrázoltak. A pajzs alatti fehér szalagon olvasható az ország mottója: „Country Above Self” (A haza mindenek felett).